# Parastenocaris hispanica
Parastenocaris hispanica is een eenoogkreeftjessoort uit de familie van de Parastenocarididae. De wetenschappelijke naam van de soort is voor het eerst geldig gepubliceerd in 1997 door Martínez Arbizu.